# Direction générale de l'Armement
Pour les articles homonymes, voir DGA.
La direction générale de l'Armement (DGA) est une direction du ministère français des Armées qui a pour mission de préparer l’avenir des systèmes de défense français, équiper les forces armées françaises et promouvoir les exportations de l’industrie française de défense.

## Histoire
La « délégation générale pour l'armement » (en abrégé « DGA ») est créée par décret en 1977 pour remplacer la « délégation ministérielle pour l'armement » (DMA) qui avait vu le jour en 1961 et comptait à l'origine six corps d'ingénieurs militaires : les ingénieurs de l'aéronautique, les ingénieurs militaires des fabrications d'armement, les ingénieurs du génie maritime, les ingénieurs hydrographes de la marine, les ingénieurs des poudres et les ingénieurs militaires des télécommunications. Ces corps ont été remplacés par deux corps apparus le 1er janvier 1968 : le corps des ingénieurs de l’armement et le corps des ingénieurs des études et techniques d'armement.
De 1961 à 1997, les Directions des constructions et armes navales (DCAN) des arsenaux de marine passent sous l'autorité de la DMA. Elles sont regroupées au sein d'un unique service, la Direction technique des constructions navales (DTCN), renommée Direction des constructions navales (DCN) en 1986.
La DGA est passée progressivement d’une structure de production industrielle d’armement à une agence de maîtrise d’ouvrages complexes. Elle s’est progressivement séparée de ses activités industrielles, à commencer par le service des poudres en 1971 qui est devenu une entreprise industrielle du secteur public, la Société nationale des poudres et des explosifs (SNPE), puis le Groupe SNPE.
En 1990, l'ancienne partie industrielle de la direction des armements terrestres, déjà transformée en groupement industriel des armements terrestres (GIAT) à la suite de la décision prise par Michel Debré en 1970, alors ministre d'État, chargé de la Défense nationale de 1969 à 1973, devient la société anonyme GIAT Industries (qui est devenue par la suite le groupe industriel Nexter, puis KNDS France).
En 1997, une réforme organisationnelle de la DGA est marquée par la disparition des Directions techniques « de milieu » (terre, mer, air), remplacée par une organisation dite matricielle : la DGA est réorganisée en trois directions transversales :
- une première plus opérationnelle, la Direction des systèmes d’armes ;
- une seconde plus prospective, la Direction des systèmes de forces et de la prospective ;
- une troisième plus fonctionnelle traitant des procédures, la Direction des programmes, des méthodes d’acquisition et de la qualité.

Ainsi la DCN est progressivement dénationalisé tandis que la DGA conserve la maîtrise d'ouvrage où le Service des programmes navals (SPN) est intégrée à la Direction des systèmes d'armes. En 2003, la direction des constructions navales (DCN) devient une société de droit privé à capitaux publics sous le nom de DCNS, puis cette société est ensuite transformée en tant que groupe de services industriels de services navals appelé Naval Group. Après toutes ces restructurations, la DGA, qui comptait en 1961 plus de 140 000 agents civils et militaires (dont environ 9 000 ingénieurs et plus de 100 000 ouvriers d'État) a un effectif inférieur à 9 000 personnes en 2020.
Dans le cadre de la séparation des rôles de maîtrise d’ouvrage et de maîtrise d’œuvre industrielle, le service de soutien de la flotte (SSF) est créé en juin 2000 pour assurer, dans une structure unique, la maîtrise d’ouvrage du maintien en condition opérationnelle (MCO) des bâtiments de surface et des sous-marins de la marine nationale. Jusqu’en 2007, la DGA remplit par ailleurs des missions dans les domaines de la maintenance et de la modernisation des avions et hélicoptères militaires par l'entremise du « service de la maintenance aéronautique » qui emploie environ 3 000 personnes. Ce service est transféré à l’état-major de l’armée de l’air et rebaptisé service industriel de l'aéronautique (SIAé).
Le 5 octobre 2009, le décret no 2009-1180 officialise le changement de nom et d'organisation de la « délégation générale pour l'armement » qui devient la « direction générale de l'armement, ».
Le centre d’études de Gramat, responsable de l’évaluation des vulnérabilités des systèmes d’armes aux agressions des armes nucléaires et conventionnelles, qui dépendait de la DGA, est transféré au CEA en janvier 2010.

## Missions
La DGA a trois missions principales :
- équiper les forces armées : piloter la réalisation des matériels militaires, les acquérir, les évaluer et les tester ;
- préparer l'avenir : imaginer les futurs possibles, garantir la disponibilité des technologies et des savoir-faire ;
- promouvoir les exportations d'armement.

Plus précisément, les différentes missions de la DGA sont :
- la préparation des futurs systèmes de défense ;
- la conduite des programmes d'armement ;
- l'expertise scientifique et technique ;
- les essais et évaluations des équipements et des systèmes de défense ;
- le maintien des relations internationales dans le domaine de l'armement.

Le délégué général pour l'Armement est l'un des trois principaux subordonnés du ministre des armées avec le chef d'état-major des armées (CEMA) et le secrétaire général pour l'administration (SGA).
La DGA travaille en étroite collaboration avec l'état-major des armées. À partir des besoins de celui-ci, elle conçoit les matériels et les systèmes d'armes, depuis les études préliminaires jusqu'à la phase d'utilisation en passant par les essais, la mise en place du soutien, la mise en service et les évolutions successives tout au long de leur utilisation opérationnelle.

## Programmes
La DGA coordonne les programmes d'armement avec les partenaires de la France, au sein de l'Union européenne, mais aussi les clients à l'exportation. Au service de l'Europe de la Défense, la DGA favorise l'émergence de programmes d'armement en coopération et contribue au développement de l'agence européenne de défense. Elle délègue également la conduite de certains programmes d'armement menés en coopération à l'OCCAr (organisation conjointe de coopération en matière d'armement).
La DGA comprend également en son sein les activités d'essais et d'expertise des matériels et technologies militaires. Ainsi, dispersés sur toute la France, des centres d'essais interviennent dans les tests des techniques de pointe, que ce soit dans les domaines aéronautique, naval, le combat terrestre, les missiles, l'espace, les transmissions, la cyberdéfense (cf. infra sites).
Ces prestations contribuent à la validation des matériels industriels, mais aussi à la qualification des systèmes au profit des directions de programmes.
La DGA est le premier investisseur de l'État, et investit chaque année de l'ordre de vingt milliards d'euros pour financer les activités de recherche, de développement de nouveaux équipements, ainsi que d'acquisition et de soutien de tous les matériels ou logiciels destinés à être mis en œuvre par les armées.

## Organisation

### Délégué général pour l'armement

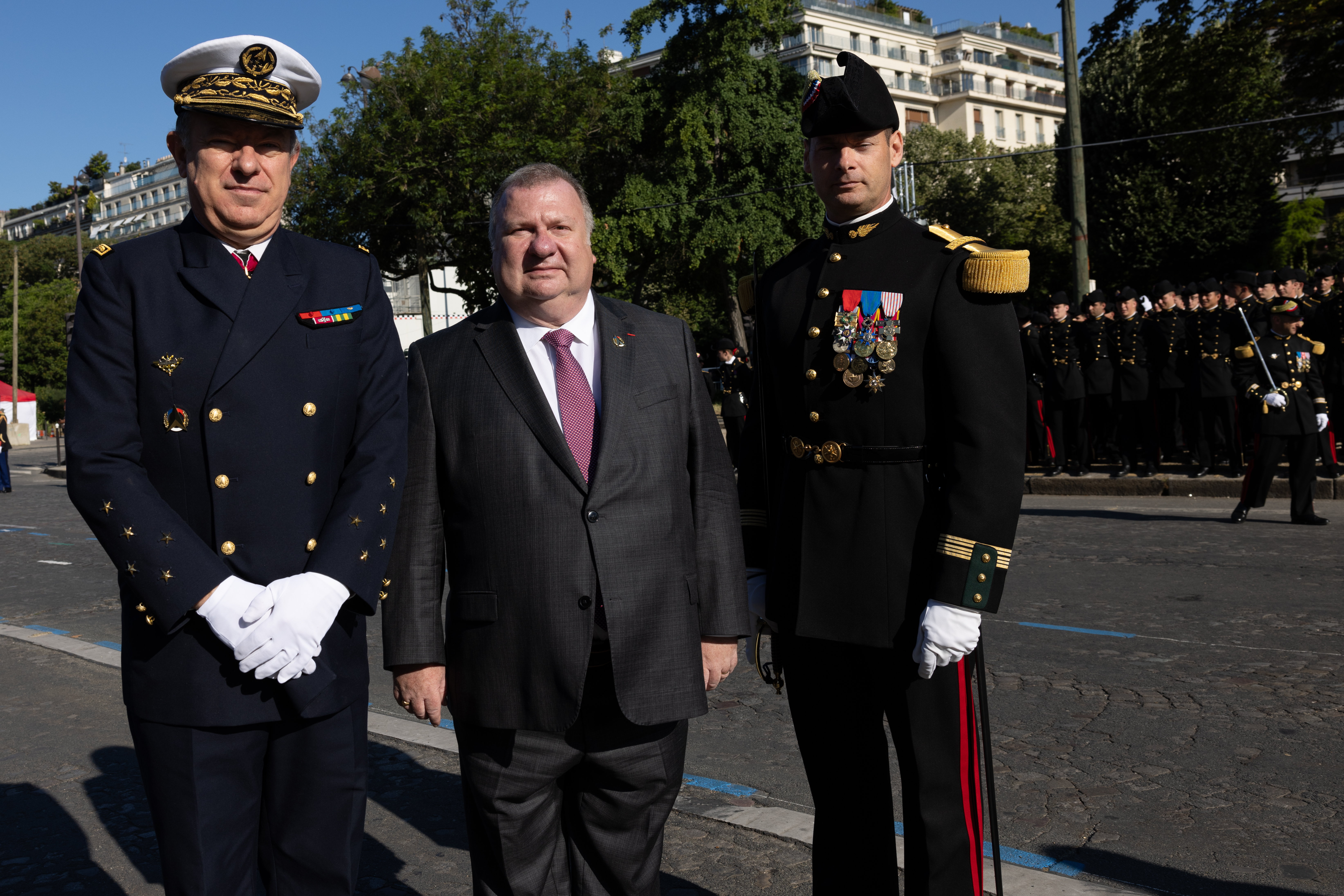
Emmanuel Chiva au défilé du 14 juillet 2024 des élèves de Polytechnique.

Le délégué général pour l'armement (délégué ministériel pour l'armement jusqu'en 1977) dirige la direction générale de l'Armement. Il est, selon les périodes, un ingénieur général de l'armement (IGA), un officier général des armées ou une personnalité civile issue du monde industriel.
| Nom                                                    | Décret de nomination | Décret de nomination |
| ------------------------------------------------------ | -------------------- | -------------------- |
| Délégués ministériels pour l'armement                  |                      |                      |
| Gaston Lavaud, général d'armée                         | 5 avril 1961         | [ a ]                |
| Michel Fourquet, général d'armée aérienne              | 18 janvier 1966      | [ b ]                |
| Jean Blancard, ingénieur général des mines             | 5 avril 1968         | [ c ]                |
| Jean-Laurens Delpech                                   | 6 mars 1974          | [ d ]                |
| Délégués généraux pour l'armement                      |                      |                      |
| Henri Martre, ingénieur général de l'armement          | 11 février 1977      | [ e ]                |
| Émile Blanc (d), ingénieur général de l'armement       | 25 mai 1983          | [ f ]                |
| Jacques Chevallier, ingénieur général de l'armement    | 14 mai 1986          | [ g ]                |
| Yves Sillard, ingénieur général de l'armement          | 6 janvier 1989       | [ h ]                |
| Henri Conze (d), ingénieur général de l'armement       | 24 mai 1993          | [ i ]                |
| Jean-Yves Helmer (d)                                   | 28 mars 1996         | [ j ]                |
| Yves Gleizes (d), ingénieur général de l'armement      | 11 avril 2001        | [ k ]                |
| François Lureau, ingénieur en chef de l'armement       | 20 février 2004      | [ l ]                |
| Laurent Collet-Billon, ingénieur général de l'armement | 28 juillet 2008      | [ m ]                |
| Joël Barre, ingénieur général de l'armement            | 9 août 2017          | [ n ]                |
| Emmanuel Chiva                                         | 29 juillet 2022      | [ o ]                |

### Personnel de la DGA
Les personnels de la DGA comportent des civils en proportion importante (environ 6 000 personnes sur un total de 9 000 personnels en 2020) et les militaires occupent les postes de direction répartis majoritairement entre les ingénieurs de l'armement (IA) et les ingénieurs des études et techniques de l'armement (IETA) que leur statut prédestine à ces postes. Les officiers du corps technique et administratif de l'armement (OCTAA), qui ont été reclassés à partir de 2015 dans le corps de commissaire des armées, sont affectés dans les services administratifs, juridiques et comptables des différentes directions faisant partie de la DGA.
Les cadres civils sont des administrateurs civils, des attachés d'administration ou des agents sous contrat : à cet effet, les cadres supérieurs techniques sont recrutés sous contrat (ingénieurs techniques et commerciaux) à partir de procédures assimilées à celle du secteur privé. Ils sont recrutés à partir de diplômes au minimum baccalauréat+4 (niveau 6 du RNCP).
Les ingénieurs civils de la Défense (ICD) sont des cadres techniques de catégorie A, recrutés en partie par concours interne à partir du corps des techniciens supérieurs d'études et de fabrication (TSEF) de la DGA (qui sont eux recrutés à l'externe au niveau DUT et BTS) et par concours externe parmi les diplômés d'écoles d'ingénieurs ou titulaires de masters.
L'ensemble est complété par les ouvriers d'État et des techniciens à statut ouvrier ainsi que par des fonctionnaires de catégorie B : techniques que sont les TSEF et des secrétaires administratifs ainsi que des agents de catégorie C (adjoints administratifs et ouvriers fonctionnaires, dont les corps ont été créés par décret en 1990).
En 2017, l'effectif de la DGA est de 9 600 agents civils et militaires dont 51 % de cadres (contre 17 979 en 2004 et environ 13 000 en 2008).

### Organismes de la DGA
Les directions et services de la DGA faisant partie de l'administration centrale sont :
- la direction des opérations, du maintien en condition opérationnelles et du numérique ;
- la direction de la préparation de l'avenir et de la programmation ;
- la direction de l'industrie de défense ;
- la direction internationale de la coopération et de l'export ;
- le direction de l'ingénierie et de l'expertise ;
- la direction des ressources humaines ;
- le service de la transformation et de la performance ;
- le service de la sécurité de défense et des systèmes d'information ;
- le département central d'information et de communication ;
- l'inspection de l'armement.

La direction de la stratégie est supprimée en 2020, remplacée à la fois par le service d'architecture du système de défense et le service des affaires industrielles et de l'intelligence économique. En 2024, une réorganisation a lieu modifiant l'ensemble des directions.
À partir du 1er septembre 2025, une seule agence est rattachée à la DGA : l’Agence de l'innovation de défense.

### Établissements locaux dépendant de la DGA
| \| Vert-le-Petit · Brest · Bruz · Toulon · Bourges · Arcueil · Angers · Val-de-Reuil · Balma · Biscarrosse · île du Levant · Saint-Médard-en-Jalles · Saclay · Istres · Cazaux \| Implantations de la DGA. |
| Vert-le-Petit · Brest · Bruz · Toulon · Bourges · Arcueil · Angers · Val-de-Reuil · Balma · Biscarrosse · île du Levant · Saint-Médard-en-Jalles · Saclay · Istres · Cazaux                                |

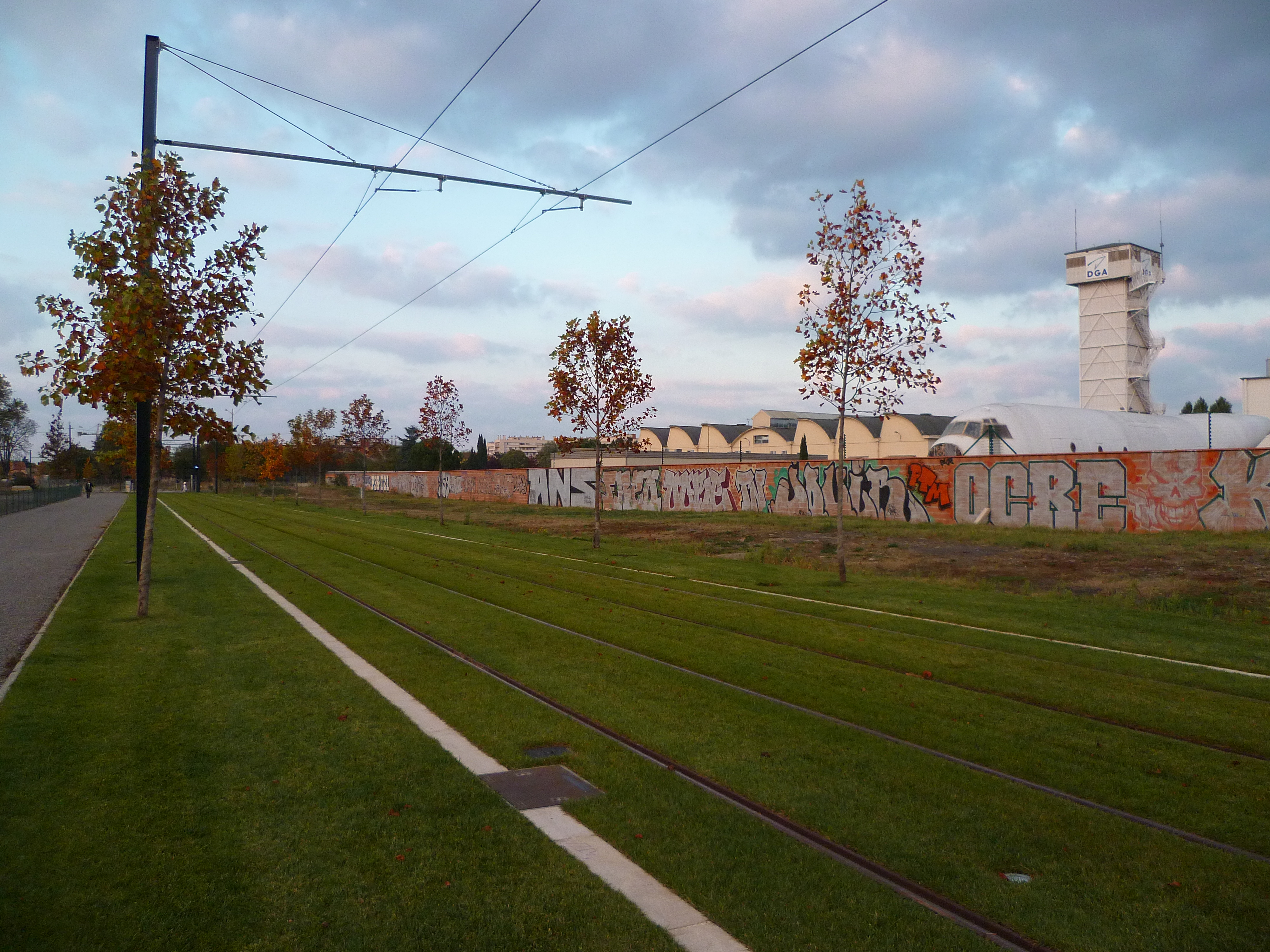
Le site de Toulouse

- DGA maîtrise NRBC (ex-CEB) à Vert-le-Petit : défense et protection contre les agressions de type radiologique, biologique et chimique RBC.
- DGA maîtrise de l'information (ex-CELAR[nota 2]) à Bruz : maîtrise et protection de l'information, cyber défense.
- DGA techniques navales (ex-CTSN[nota 3]) à Toulon et Brest (ex GESMA[nota 4]) : systèmes navals.
- DGA techniques terrestres (ex ETBS[nota 5]) à Bourges et Angers (ex-ETAS) : combat aéroterrestre.
- DGA ingénierie et projets (ex-CEP[nota 6]) à Balard et à Arcueil : expertises techniques au profit des programmes d'armement (voir DSA).
- DGA techniques hydrodynamiques (ex-BEC) à Val-de-Reuil : essais hydrodynamiques et hydroacoustiques.
- DGA techniques aérospatiales (DGA techniques aéronautiques jusqu'en 2024[δ] et ex-CEAT) à Balma près de Toulouse : expertises et essais sol de systèmes aéronautiques.
- DGA essais de missiles (ex-CELM-CAEPE-GERBAM) à Biscarrosse, à Saint-Médard-en-Jalles, sur l'île du Levant au large d'Hyères et sur le BEM Monge à Brest : essais de lancement de missiles, essais de propulseurs solides.
- DGA essais propulseurs (ex-CEPr[nota 6]) à Saclay : essais au banc et expertises de réacteurs d'aéronefs.
- DGA essais en vol (ex-CEV[nota 7]) à Istres et Cazaux : essais en vol.

### Agence de l'innovation de défense
L'Agence de l'innovation de défense est un service à compétence nationale rattaché au délégué général pour l'armement. Elle est chargée de mettre en œuvre la politique ministérielle en matière d'innovation et de recherche scientifique et technique et de faire toutes propositions utiles à son élaboration ; de coordonner et de piloter la mise en œuvre des travaux d'innovation et de recherche scientifique et technique réalisés par les états-majors, directions et services dans le champ de leurs attributions respectives ; de conduire les dispositifs d'innovation et de recherche scientifique et technique qui lui sont confiés et de développer ou de mettre en œuvre les partenariats et les coopérations internationales nécessaires avec les acteurs publics et privés

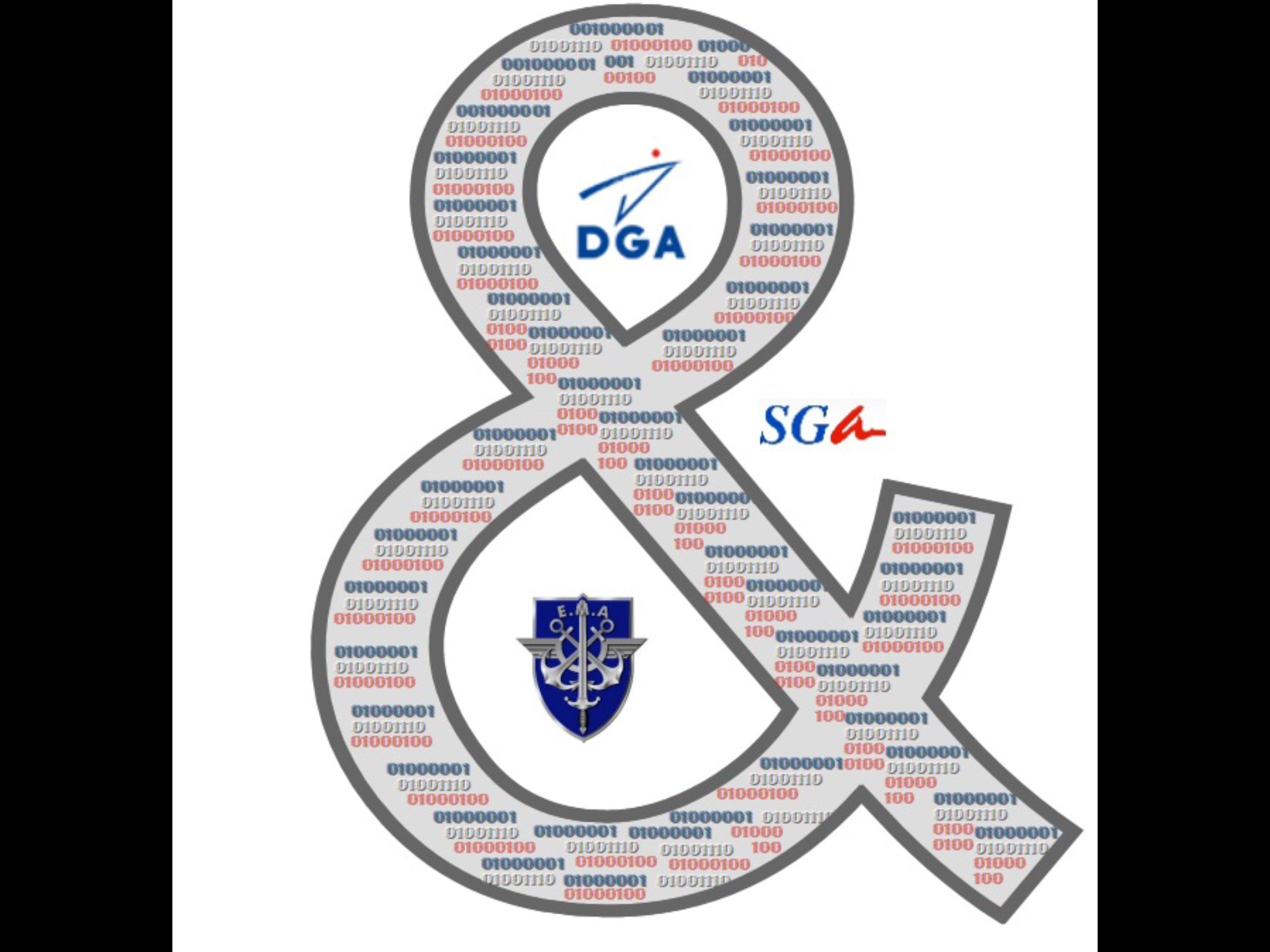

### Agence du numérique de défense
Créée le 23 avril 2021, l’Agence du numérique de défense (AND) a pour mission de répondre aux enjeux de modernisation et de cohérence globale du numérique au sein du ministère. Elle est fusionnée au sein du Commissariat au numérique de défense à partir du 1er septembre 2025.

## Relation avec d'autres entités
La DGA finance de nombreux organismes de recherche tels que l'office national d'études et de recherches aérospatiales (ONERA), le commissariat à l'énergie atomique (CEA) et le centre national d'études spatiales (CNES) et d'autres organismes publics et privés .
Le centre d'études de Gramat, qui dépendait jusque-là de la DGA, a été transféré au CEA en janvier 2010. La DGA devient signataire du Pacte PME le 1er décembre 2004. La DGA tient à accompagner, au travers de ce pacte, le développement du tissu industriel des PME intéressant la Défense (par exemple, celles détenant des savoir-faire stratégiques).

## Formation
La DGA exerce la tutelle sur les écoles suivantes qui forment principalement des ingénieurs destinés à des carrières civiles et pour une minorité à des jeunes ingénieurs servant au sein du Ministère des Armées :
- l'École nationale supérieure de techniques avancées issue de la fusion de ENSTA Bretagne (ex-ENSIETA) à Brest (promotion 1/5 militaire ; 4/5 civile) et de l'ENSTA Paris à Palaiseau ;
- l'institut supérieur de l'aéronautique et de l'espace (ISAE) à Toulouse, issu du rapprochement de l'École nationale supérieure de l'aéronautique et de l'espace (SUPAERO) et de l'École nationale supérieure d'ingénieurs de constructions aéronautiques (ENSICA) ;
- l'École polytechnique à Palaiseau ; les élèves français de « l'X » ont, durant leur scolarité, le statut militaire (élève officier puis aspirant, puis sous-lieutenant). Elle exerçait également cette tutelle sur l'école qui a formé jusqu'en 2012 ses officiers du corps technique et administratif de l'armement : l'école supérieure d'administration de l'Armement (ESAA) à Villebon-sur-Yvette (Essonne).

#### Organismes équivalents
- Recherche et développement pour la défense du Canada (RDDC)
- Defense Advanced Research Projects Agency (DARPA) aux États-Unis
- Defence Research and Development Organisation (DRDO) en Inde
- Bundesamt für Ausrüstung, Informationstechnik und Nutzung der Bundeswehr (BAAINBw) en Allemagne